# 张克辉
張克輝（1928年2月—2024年1月11日），原名張有義，臺灣彰化人，中国共产黨、中华人民共和国政治人物，原副国级领导人。曾任中国人民政治协商会议全国委员会副主席，臺灣民主自治同盟主席等職務。

## 生平
1928年，張克輝生於日本統治下的臺灣，1942年就讀彰化商業學校，中華民國政府接收台灣後，張於1947年就讀臺灣省立師範學院，1948年至1949年轉到國立廈門大學經濟系就讀，後任中国人民解放军閩粵贛纵队八支四团十四独立连连长、副指导员。1948年加入中国共产党。
1949年至1951年任福建省安溪县人民公安队指导员、公安局股长。1951年至1952年在中共福建省委干校学习，后任中共福建省委土改工作队组长，后又到中共福建省委党校学习。1952年至1969年任中共福建省委统战部干事、组长。1969年至1973年下放福建省宁化县劳动，后任宁化县革命委员会宣传组副组长。1973年至1978年任福建省革命委员会外事组翻译。
1978年至1982年任福建省政协副秘书长，福建省人民政府侨务办公室、福建省人民政府外事办公室副主任、福建省台盟主委、福建省台湾同胞联谊会副会长。1982年至1991年任中共福建省委常委兼统战部部长，福建省对台工作办公室主任，福建省政协副主席、福建省社会主义学院院长，国务院台湾事务办公室副主任。
1991年至1997年任中华全国台湾同胞联谊会会长、海峡两岸交流协会顾问、台盟中央副主席。1997年任台盟中央主席，全国台联名誉会长。1998年3月当选为第九届全国政协副主席，同年任中国和平统一促进会会长。2003年3月連任第十届全国政协副主席。2005年12月卸任台盟中央主席、改任台盟中央名譽主席，由林文漪接任台盟中央主席。
他是第五届、七届全国政协委员，第九届、第十届全国政协副主席，第八届全国人大常委会委员、全国人大内务司法委员会副主任委员。
他还是位剧作家，曾写出多种电影文学剧本。其中电影文学剧本《寻找》被改编为电影《云水谣》。
1993年，经中华民国政府同意，张克辉赴台湾为父亲奔丧，在离别45年后首次回到家乡。2009年5月，他携夫人第二次回台湾，以「中华妈祖文化交流协会会长」身分应大甲镇澜宫邀请率团来台参访，受到大甲镇澜宫董事长颜清标迎接，同王金平晚宴，还在彰商校友会举办的“六十年同学会”上见到了前中华民国财政部部长李述德、前民主进步党主席姚嘉文、新光金控副董事长吴家录、李登辉之友会会长蔡焜灿等老同学、老校友。
2024年1月11日15時18分，張克輝因病於北京逝世。1月17日，张克辉遗体在八宝山革命公墓火化。

## 著作
- 《深情的海峡——张克辉散文·电影剧本》
- 《啊！谢雪红（电影文学剧本）》
- 《湄洲岛奇缘（电影文学剧本）》
- 《两岸情》
- 《一个台湾人的两岸情》
- 《海风》
- 《台湾往事——一部电影的诞生》（张克辉原著编剧）

## 家庭
张克辉的近亲属主要有：
- 三弟：张有信
- 四弟：张有卫
- 小妹：张紫微
- 妻：纪慧瑜[7]